# 発明の日
発明の日（はつめいのひ）は、産業財産権制度の普及・啓発を図ることを目的として1954年（昭和29年）に制定された記念日である。毎年4月18日。

## 概要
現在の特許法にあたる「専売特許条例」が、1885年（明治18年）4月18日に公布されたことに由来する。1954年（昭和29年）1月28日に通商産業省（現経済産業省）の省議決定によって制定され、同年4月18日に第1回目の発明の日が施行された。
この日を中心に、特許庁や経済産業省の地方経済産業局等によって様々なイベントが開催されている。また、発明の日を含む1週間は、科学技術週間とされている。

## 知的財産権に関する他の記念日との関係
2000年に世界知的所有権機関（WIPO）によって、4月26日が世界知的所有権の日に定められたが、日本では同じ4月にある発明の日がすでに定着していたため、イベント等は4月18日を中心に開催されている。
また、同じく4月の4月23日は、国際連合教育科学文化機関（ユネスコ）によって、知的財産権のひとつである著作権の保護の促進を目的とする世界図書・著作権デーに定められている。しかし、この日は日本では子ども読書の日またはサン・ジョルディの日としてより知られており、著作権に特化した大きなイベントは行われていない。
さらに、8月14日は、この日に日本初の特許が認められたことに因み、専売特許の日とされているが、特許庁などによるイベントは特に行われていない。